# SC Abbeville
SC Abbeville is een Franse voetbalclub uit Abbeville. De club speelde tien seizoenen op rij in de Division 2 van 1980 tot 1990.

## Geschiedenis
De club werd opgericht in 1901 als Football Abbevillois en nam een jaar later de naam SC Abbeville aan. De club speelde in de Division Honneur Picardie die gedomineerd werd door Amiens Athlétic Club en Abbeville slaagde erin om in 1907 kampioen te worden van Picardië. Het was de enige keer dat de club Amiens van de titel kon houden voor de Eerste Wereldoorlog. Na de oorlog werd het nieuwe stadion in gebruik genomen, het latere stade Paul Delique. Het stadion werd genoemd naar Paul Delique, die eerst speler was bij Abbeville en later voorzitter.
De jeugdploeg deed het uitstekend tussen 1926 en 1935 door 125 wedstrijden op 140 te winnen. Met deze goede jeugdspelers besloot de club om professioneel te worden in 1936 en de club speelde nu in de derde klasse. Na één seizoen nam de club echter opnieuw de amateurstatus aan. Slechts twee spelers van het seizoen 1936/37 bleven het volgende seizoen bij Abbeville.
De club speelde lange tijd op regionaal niveau tot 1965 toen de titel behaald werd in de DH Nord. Tot 1977 speelde de club in de derde klasse en degradeerde dan naar de DH Picardie. Een jaar later werd de club kampioen, maar inmiddels was de vierde klasse (Division 4) opgericht waardoor de club eigenlijk op hetzelfde niveau speelde. Na drie titels op rij promoveerde de club in 1980 voor het eerst naar de Division 2.
De volgende tien seizoenen speelde de club in de tweede klasse en eindigde enkel in 1983 en 1986 in de top tien met een negende plaats. De andere seizoenen eindigde de club in de middenmoot. In 1990 eindigde Abbeville zeventiende en ging failliet. De club ging opnieuw van start in de DH Picardie en bleef daar tot 1996. In 2001 werd Abbeville kampioen van de CFA 2 en promoveerde zo naar de CFA (vierde klasse), maar werd na één seizoen terug naar de CFA 2 verwezen. Na zes jaar degradeerde de club opnieuw en speelt zo in 2022/23 terug in de Régionale 2 Hauts-de-France.

## Erelijst
USFSA Picardie
1907, 1919
Division 4
1979